# 武藤滋夫
武藤 滋夫（むとう しげお、1950年 - ）は、日本の経済学者。専門は、社会工学システム・安全システム（ゲーム理論）。

## 来歴
1950年生まれ。東京工業大学にて鈴木光男に師事する。卒業論文は「資源の最適配分ー私的財産市場から公共財を含む市場へ」（1972年）。1974年鈴木からウィリアム・ルーカスへの依頼によりルーカスが在籍するコーネル大学に留学する。1979年ランド研究所情報システム部門コンサルタント、同年帰国後、東京工業大学助手を1982年までつとめる。1982年から1990年の間東北大学経済学部助教授をつとめる。この間1985年から1986年の間ルーバン大学CORE ヴィジティング・リサーチャーとして渡米する。また、1987年博士論文「Symmetric games and their stable sets」を提出する。
1990年東北大学経済学部教授に就任する（在籍期間1990年から1996年）。1992年から1993年の間ティルバーグ大学CentER ヴィジティング・フェローとして渡米する。1997年から1998年の間東京都立大学経済学部教授をつとめる。
1998年から2016年まで東京工業大学大学院社会理工学研究科教授を務める。2016年より東京理科大学経営学部嘱託教授（専任扱）に就任する。

## 著書
単著
- 『ゲーム理論入門』 日本経済新聞社〈日経文庫〉、2001年1月、ISBN 4532108292。
- 『ゲーム理論』 オーム社〈Tokyo tech be‐text〉、2011年6月、ISBN 427450333X。

共編著
- 『協力ゲームの理論』 鈴木光男共著、東京大学出版会〈UP応用数学選書〉、1985年7月、ISBN 4130640712。
- 『投票システムのゲーム分析』 小野理恵共著、日科技連出版社〈社会理工学シリーズ〉、1998年2月、ISBN 4817162120。
- 『ゲーム理論で解く』 中山幹夫、船木由喜彦共編、有斐閣〈有斐閣ブックス〉、2000年11 月、ISBN 4641086532。
- A. Haurie, S. Muto, L.A. Petrosjan, T.E.S. Raghavan eds.: Advances in Dynamic Games, Birkhauser, Boston, 2006.
- 『協力ゲーム理論』 中山幹夫、船木由喜彦共著、勁草書房、2008年7月、ISBN 4326503041。
- 『ゲーム理論アプリケーションブック』 船木由喜彦、中山幹夫共編著、東洋経済新報社、2013年11月、ISBN 4492314407。

訳書
- 『ゲーム理論と経済行動――刊行60周年記念版』 ジョン・フォン・ノイマン、オスカー・モルゲンシュテルン著、中山幹夫翻訳協力、勁草書房、2014年6月、ISBN 432650398X。